# 乌克兰辅助警察
乌克兰辅助警察（德語：Ukrainische Hilfspolizei，羅馬化：Ukrainska dopomizhna politsiia）是纳粹德国于第二次世界大战期间在东加利西亚和乌克兰专员辖区设立的当地警察队伍的官方称呼。德国在巴巴罗萨行动中占领乌克兰苏维埃社会主义共和国的西部领土后不久，就组织建立了当地辅警。
乌克兰辅助警察由海因里希·希姆莱于1941年8月中旬创建，归属波兰总督府的德国秩序警察管辖。实际的乌克兰专员辖区于1941年8月20日正式成立。其部队大多数来自乌克兰民族主义组织在6月份创建的乌克兰人民民兵。
在德国控制下的乌克兰武装组织共分两类。第一类主要是机动警察单位，他们通常被称为舒茨曼夏特（Schutzmannschaft）或舒马（Schuma），这些部队以营为单位，在乌克兰的多数地区从事对犹太人的屠杀和反游击行动。辅警部队直接受当地的德国秩序警察指挥官领导。
第二类是当地驻扎的警察部队，德国政府简称为乌克兰警察，这支警察部队隶属于党卫军。值得注意的是，纳粹德国的加利西亚大区是一个独立于乌克兰专员辖区的行政单位。他们之间并无政治联系。 
在德军占领乌克兰后，地方辅警编队还出现在基辅等重要城镇中。城市警察部队隶属于该市的德国国家保卫警察司令；农村警察哨所则隶属于当地的德国宪兵司令。 

## 历史

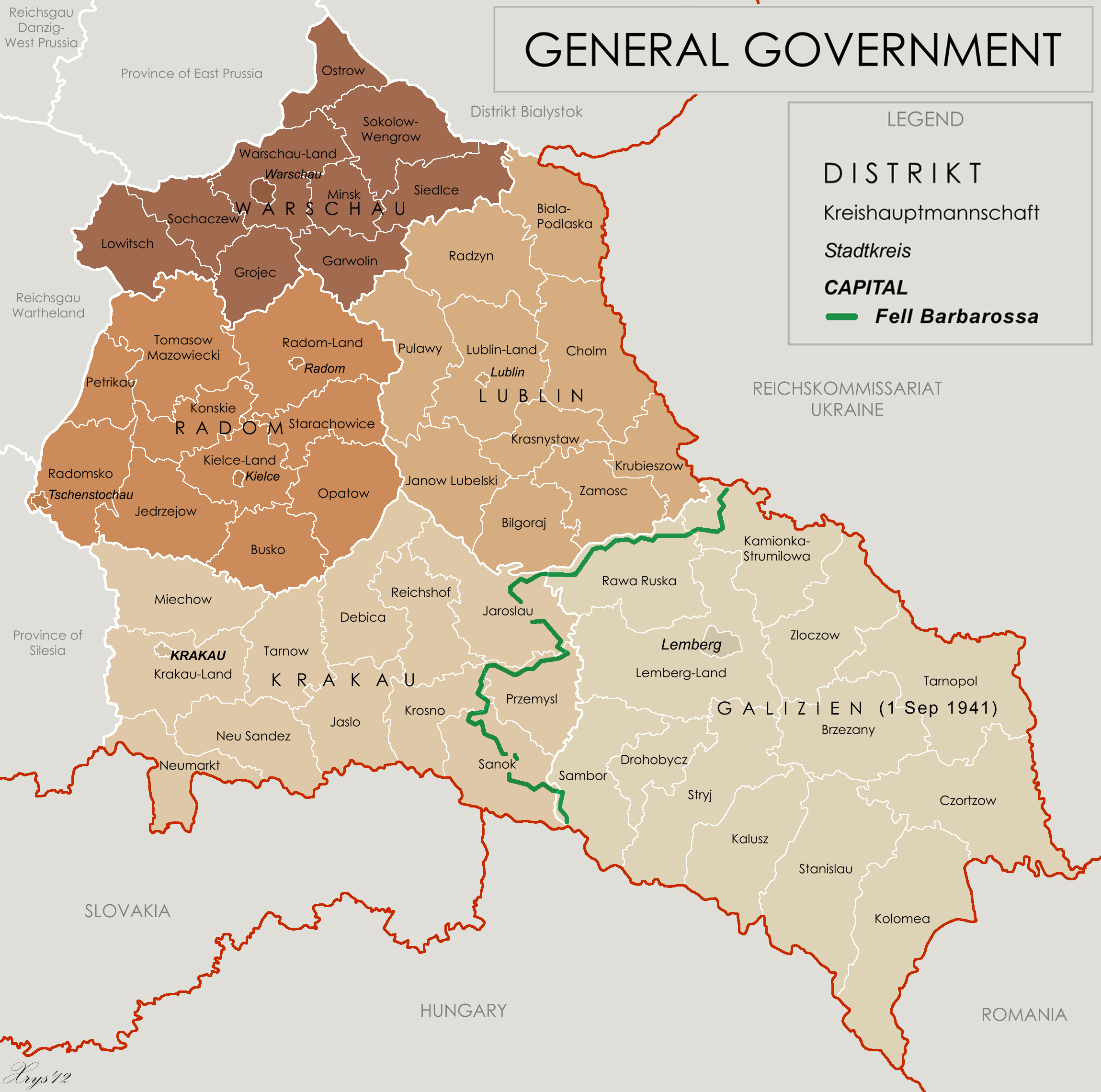
截至 1941 年 9 月 1 日的纳粹德国加利西亚大区地图

巴巴罗萨行动开始后，德军占领了乌克兰苏维埃社会主义共和国的领土，立刻就成立了负责维护当地治安的警察。这源于1941年7月27日德国占领克拉科夫后，由当地秩序警察司令发布的命令。而在加利西亚新行政区的乌克兰辅助警察则受到德国专员辖区的指挥。 
警察部队的司令往往并非乌克兰人出任。可查到的最高军衔是乌克兰的警官弗拉基米尔·皮图莱，他升至少校军衔，成为了伦贝格（今利沃夫）的地区指挥官。该地区的党卫军和警察领导在利沃夫建立了警察学校。 加利西亚大区建立后，他们招募了5,000名军人（原计划招募6,000人，但由于德国在乌克兰的行动，导致警察一职在加利西亚不受人待见），其中包括120名低级军官。这些部队主要负责维持公共秩序和执行日常警务。他们的行动还会受到其他警察部队的制约。 

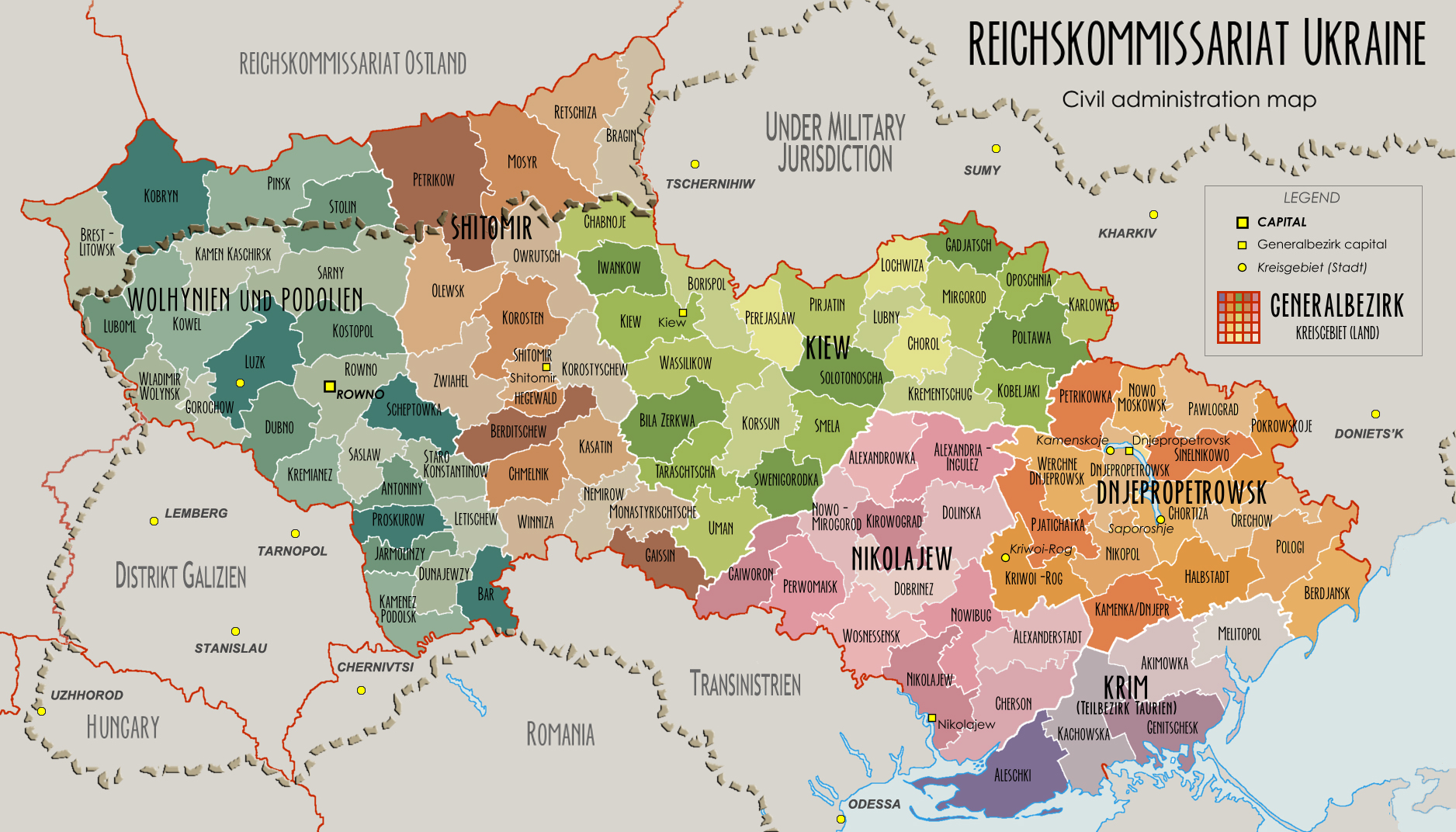
乌克兰专员辖区地图与现代乌克兰轮廓叠加

新成立的“乌克兰专员辖区”中，辅助警察通常被称为“舒茨曼夏特”(Schutzmannschaft)  ，在所有被占领的领土中，他们总共有超过35,000人，其中在加利西亚有5,000人。 营队的名称通常反映了他们的管辖区域。 领导团队的构成则反映了德国的外交策略。尽管在辅助警察中乌克兰人数量众多，但只有乌克兰出身的德国人才能担任领导职务 许多加入警察队伍的人在1939年苏联入侵波兰时就已作为民兵服役。 大部分加利西亚的乌克兰辅助警察后来还加入了乌克兰民族主义者组织中的班德拉派。辅助警察的民族成分反映了该地区的民族构成，其成员不仅包括乌克兰人，还有苏联战俘中的俄罗斯人、当地征召的波兰人，以及所有东欧出身的德国人。 
在某些情况下，乌克兰辅助警察的人员配置取决于其隶属的机构。例如，基辅地方警察的高级职位经常由乌克兰人民军的退伍军人和乌克兰民族主义者组织中的梅利尼克派担任；而低级职位则由当地居民和战俘担任。相对地，乌克兰的刑事警察（德语：Sicherheitsschutzmannschaft）就没有受到乌克兰民族主义者组织的影响，这部分警察主要由前苏联法律专家、共产党人、民兵和东欧出身的德国人组成。此外，在1941-42年德国当局开始镇压班德拉分子后，他们中的一些人还要追捕自己曾经的“同行”。尽管存在意识形态上的差异，但这两个警察机构的员工在逮捕犹太人、共产党员和德国当局认定的“政治敌人”时还是会进行合作。
辅助警察直接受日耳曼党卫队、特别行动队和军事占领当局的指挥。 

## 参与大屠杀

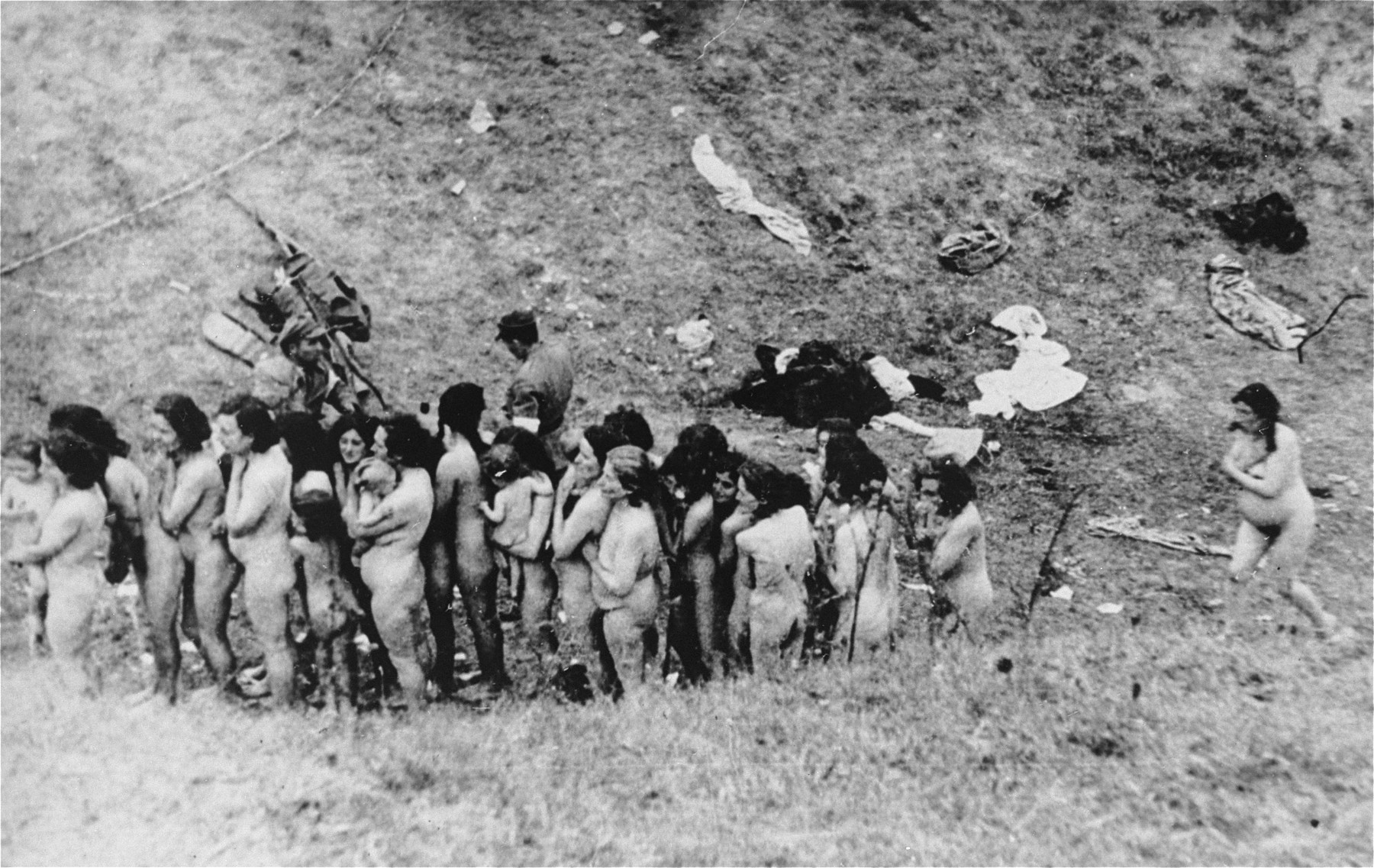
赤身裸体的犹太妇女和婴儿在被杀害的前一刻，与乌克兰辅警一起站在坑中

乌克兰辅助警察在大屠杀中扮演了重要角色。 加拿大滑铁卢大学的教授亚历山大·斯塔蒂耶夫指出，根据史料，乌克兰辅助警察是纳粹在苏联大屠杀的主要实施者之一，这些警察单位仅在沃尔希尼亚地区就参与了针对150,000名犹太人的屠杀。德国历史学家迪特·波尔在《乌克兰的大屠杀》一书中写道，德国占领时的最初阶段，辅警就已参与德军的杀戮行动。辅警负责犹太人的登记工作，执行搜捕任务，守卫犹太人居住的隔都区，同时还负责将犹太人押送至行刑区并进行封锁。 大约有300名来自基辅的辅助警察参与组织了娘子谷大屠杀。辅警们还参与过在第聂伯罗的屠杀事件，其中现场指挥报告提到这次合作“在各个方面都非常顺利”。在克里沃罗格的犹太人大屠杀中，“整个乌克兰辅助警察部队”都被调动起来了。

## 对波兰人的迫害
按照如今的认定标准来确定乌克兰警察的国籍是颇为困难的。在德国占领的波兰东部（如：加利西亚大区），并没有当地人承认乌克兰人具有法律上的独立地位。一些对波兰人和犹太人怀有深仇大恨的乌克兰辅助警察，从法律和正式的身份上看，他们在很长时间内仍被视为波兰人。战后三十年，一名前乌克兰警察，扬·马斯洛夫斯基（也被称为伊万·马斯利）被一些什切皮亚廷、戴尼斯卡、塔尔诺申、尼姆斯托夫和科尔丘夫镇大屠杀中幸存的波兰人认出。1978年，他被波兰当局判处死刑。在请求特赦未果后，马斯利于1979年8月20日在莫科托夫监狱被执行死刑。 
1942年11月13日，乌克兰辅助安全警察在沃里尼亚奥博基村处决了32名波兰人和1名犹太人。在犯下罪行后，他们还将村庄整个烧毁。1942年12月16日，在德国人的带领下，乌克兰警察在耶济耶采（原罗夫诺省）杀害了360名波兰人。  

## 在乌克兰反抗军组建中的作用
对于很多人来说，加入警察部队是合法参加军事训练，拿到武器的少数途径之一。1943年3月20日，班德拉派的领导发布了秘密指示，要求已经加入德国辅助警察的成员携带其武器并逃离，随后与沃伦的班德拉派反抗军汇合。据估计，1943年春，有约10,000名经过训练并装备得当的警察加入了未来的乌克兰反抗军。在某些情况下，为了阻止这些警察叛逃，他们不得不与德国军队发生武装冲突。 

## 编制
1942年后，德国对东部的军事管理被常规的宪兵替代，辅警的兵力增长了十倍。然而，这些新加入的兵力并不集中在军营，而是作为民兵接替了之前的犹太区警察。真正的保安营（简称Schumas，德文：Schutzmannschaft Bataillone）则只占了整体兵力的三分之一。这些警察穿着黑色制服，这些制服是战前德国的库存，已经不再使用，存放在仓库中。原来党卫队的黑色制服，包括他们标志性的野战帽，被简单地去掉了德国徽章，转交给当地的辅警，并加上了新的标识。随时间推移，机动部队被分配了野战灰色制服（如照片所示） 每个营的理想规模是大约是500名士兵，分为3个连，每个连有140-150人。  直到1942年末，每人一套德军制服还是一个后勤问题。在武器方面，最常用的是缴获的俄国步枪和手枪。直到战争后期，保安营的机枪仍然十分稀缺。

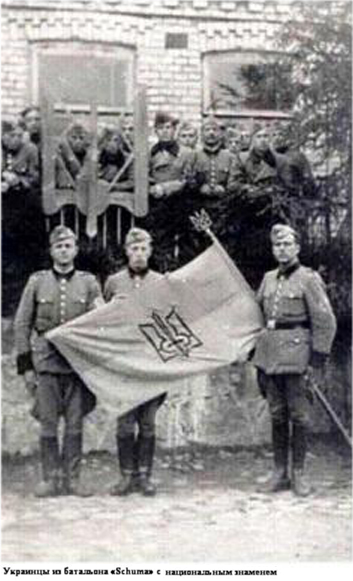
1942 年拍摄的乌克兰保安营

俄罗斯和白俄罗斯部队
| 编号 | 成立时间     | 解散时间                            | 备注 |
| ---- | ------------ | ----------------------------------- | ---- |
| 51   |              | 1943 年 5 月                        |      |
| 53   | 1942 年 8 月 |                                     |      |
| 54   | 1942 年 9 月 |                                     |      |
| 55   | 1942 年 8 月 |                                     |      |
| 57   |              | 8月，改编为党卫军第30武装掷弹兵师。 |      |
| 61   |              | 8月，改编为党卫军第30武装掷弹兵师。 |      |
| 62   |              | 8月，改编为党卫军第30武装掷弹兵师。 |      |
| 63   |              | 8月，改编为党卫军第30武装掷弹兵师。 |      |

俄罗斯南部和乌克兰部队
| 编号 | 成立时间   | 解散时间  | 备注                                                                            |
| ---- | ---------- | --------- | ------------------------------------------------------------------------------- |
| 101  | 1942年7月  |           |                                                                                 |
| 102  | 1942年7月  |           |                                                                                 |
| 103  | 1942年7月  |           |                                                                                 |
| 104  | 1942年7月  |           |                                                                                 |
| 105  | 1942年11月 |           |                                                                                 |
| 106  | 1942年11月 |           |                                                                                 |
| 108  | 1942年7月  |           |                                                                                 |
| 109  | 1942年7月  |           |                                                                                 |
| 110  | 1942年7月  |           |                                                                                 |
| 111  | 1942年7月  |           |                                                                                 |
| 113  | 1942年7月  |           |                                                                                 |
| 114  | 1942年7月  |           |                                                                                 |
| 115  | 1942年7月  |           | 部队转移到了白俄罗斯。                                                          |
| 116  | 1942年7月  | 1942年7月 |                                                                                 |
| 117  | 1942年7月  | 1942年7月 |                                                                                 |
| 118  | 1942年7月  |           | 主要成员是前苏联军官，他们很快被派往基辅组建其他营。 1942年12月，转移到明斯克。 |
| 119  | 1942年11月 |           |                                                                                 |
| 120  | 1942年11月 |           |                                                                                 |
| 121  | 1942年11月 |           |                                                                                 |
| 122  | 1942年7月  |           |                                                                                 |
| 123  | 1942年7月  |           |                                                                                 |
| 124  | 1942年7月  |           |                                                                                 |
| 125  | 1942年11月 |           |                                                                                 |
| 129  | 1942年7月  |           |                                                                                 |
| 130  | 1942年7月  |           |                                                                                 |
| 131  | 1942年7月  |           |                                                                                 |
| 134  | 1942年11月 |           |                                                                                 |
| 136  | 1942年11月 |           |                                                                                 |
| 137  | 1942年10月 |           |                                                                                 |
| 138  | 1942年10月 |           |                                                                                 |
| 139  | 1942年10月 |           |                                                                                 |
| 140  | 1942年10月 |           |                                                                                 |
| 143  | 1942年8月  |           |                                                                                 |
| 144  | 1942年8月  |           |                                                                                 |
| 145  | 1942年8月  |           |                                                                                 |
| 146  | 1942年8月  |           |                                                                                 |
| 155  | 1942年11月 |           |                                                                                 |
| 156  | 1942年11月 |           |                                                                                 |
| 157  | 1942年11月 |           |                                                                                 |
| 158  | 1942年11月 |           |                                                                                 |